# No Strain
No Strain — студійний альбом американського блюзового піаніста Мемфіса Сліма, випущений у 1961 року лейблом Bluesville.

## Опис
Платівка складається із записів, зроблених під час двох різних сесій. На першій (записана 26 квітня 1960 року, на тій ж сесії Bluesville Records, що і попередній альбом Just Blues) акомпанують гітарист Лафаєтт Томас і контрабасист Венделл Маршалл. Інша частина була записана 15 листопада 1960 року із губним гармоністом Гарпі Брауном.

## Список композицій
1. «Darling, I Miss You So»
2. «Lonesome Traveller»
3. «No Strain»
4. «Don't Think You're Smart»
5. «Raining the Blues»
6. «You're Gonna Need My Help One Day»
7. «Angel Child»
8. «Fast and Free»
9. «My Baby Left Me»
10. «Lucille»
11. «Nice Stuff»

## Учасники запису
- Мемфіс Слім — фортепіано, вокал
- Лафаєтт Томас — гітара (3, 4, 5, 10, 11)
- Венделл Маршалл — контрабас (3, 4, 5, 10, 11)
- Гарпі Браун — губна гармоніка (2, 8)

Технічний персонал
- Руді Ван Гелдер — інженер
- Піт Велдінг — текст